# Paisco Loveno
Paisco Loveno est une commune italienne de la province de Brescia, dans la région Lombardie.

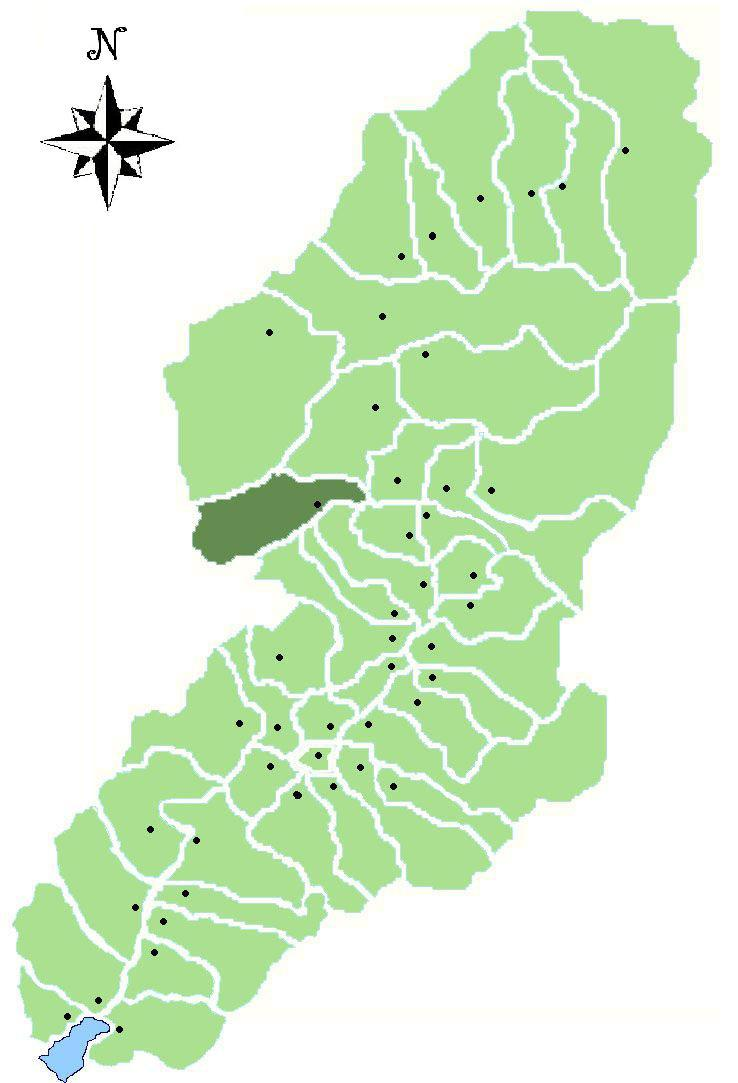
Le territoire de Paisco Loveno dans la Valle Camonica.

## Administration
| Période                                  | Période | Identité | Étiquette | Qualité |
| ---------------------------------------- | ------- | -------- | --------- | ------- |
|                                          |         |          |           |         |
| Les données manquantes sont à compléter. |         |          |           |         |

### Hameaux
Ardinghelli, Case di Bornia, Case del Longo, Grumello, Loveno, Perdonico

### Communes limitrophes
Berzo Demo, Capo di Ponte, Cerveno, Corteno Golgi, Malonno, Ono San Pietro, Schilpario, Sellero, Teglio